# Doubravice (Homole u Panny)
Doubravice je malá vesnice, část obce Homole u Panny v okrese Ústí nad Labem. Nachází se asi 1,5 km na východ od Homole u Panny. V roce 2009 zde bylo evidováno 13 adres. V roce 2001 zde trvale žilo 10 obyvatel.
Doubravice leží v katastrálním území Homole u Panny o výměře 3,3 km².

## Historie
Nejstarší písemná zmínka pochází z roku 1057.

## Obyvatelstvo
|                                                                     | 1869 | 1880 | 1890 | 1900 | 1910 | 1921 | 1930 | 1950 | 1961 | 1970 | 1980 | 1991 | 2001 | 2011 |
| ------------------------------------------------------------------- | ---- | ---- | ---- | ---- | ---- | ---- | ---- | ---- | ---- | ---- | ---- | ---- | ---- | ---- |
| Obyvatelé                                                           | 84   | 84   | 83   | 74   | 73   | 61   | 81   | 30   | .    | .    | .    | .    | 10   | 8    |
| Domy                                                                | 16   | 18   | 16   | 16   | 16   | 15   | 15   | 9    | .    | .    | .    | .    | 5    | 4    |
| Chybějící data jsou zahrnuta v údajích místní části Homole u Panny. |      |      |      |      |      |      |      |      |      |      |      |      |      |      |

## Pamětihodnosti
- Kaple svatého Jakuba apoštola